# Volley-ball aux Jeux olympiques d'été de 1988
Navigation
Los Angeles 1984 Barcelone 1992
Cette page présente les résultats des compétitions masculine et féminine de volley-ball des Jeux olympiques de Séoul de 1988.

## Podiums
| Épreuves             | Or | Argent | Bronze |
| -------------------- | --- | --- | --- |
| Volley-ball masculin | États-Unis Troy Tanner David Saunders Jonathan Root Bob Ctvrtlik Robert Partie Steve Timmons Craig Buck Scott Fortune Ricci Luyties Jeffrey Stork Eric Sato Karch Kiraly                                            | URSS Iouri Panchenko Andreï Kouznetsov Viatcheslav Zaïtsev Igor Rounov Vladimir Chkourikhine Ievgueni Krasilnikov Raimundas Vilde Valeri Lossev Iouri Sapega Oleksandr Sorokalet Iaroslav Antonov Iouri Tcherednik | Argentine Claudio Zulianello Daniel Castellani Esteban Martinez Alejandro Diz Daniel Colla Carlos Weber Hugo Conte Waldo Kantor Raul Quiroga Jon Uriarte Esteban de Palma Juan Cuminetti |
| Volley-ball féminin  | URSS Valentina Ogiyenko Ielena Volkova Marina Koumysh Irina Smirnova Tatiana Sidorenko Irina Parkhomtchouk Tatiana Krainova Olga Chkournova Marina Nikoulina Elena Ovchinnikova Olga Krivosheieva Svetlana Koritova | Pérou Luisa Cervera Alejandra de la Guerra Denise Fajardo Miriam Gallardo Rosa García Sonia Heredia Katherine Horny Natalia Málaga Gabriela Pérez del Solar Cecilia Tait Gina Torrealva Cenaida Uribe              | Chine Guo-Jun Li Hong Zhao Yu-Zhu Hou Ya-Jun Wang Xi-Lan Yang Huijuan Su Ying Jiang Yong-Mei Cui Xiao-Jun Yang Mei-Zhu Zheng Dan Wu Yue-Ming Li                                          |

## Compétition masculine

### Poule A
- 17 septembre

|                  |     |              |                             |  |
| Suède            | 3-2 | Corée du Sud | 10-15 5-15 15-12 17-15 15-4 |  |
| Brésil           | 3-0 | Italie       | 15-7 15-4 17-15             |  |
| Union soviétique | 3-0 | Bulgarie     | 15-7 15-9 15-8              |  |

- 19 septembre

|                  |     |        |                             |  |
| Union soviétique | 3-0 | Suède  | 15-8 15-7 16-14             |  |
| Bulgarie         | 3-0 | Italie | 15-7 15-8 15-6              |  |
| Corée du Sud     | 3-2 | Brésil | 19-17 15-8 6-15 11-15 15-12 |  |

- 22 septembre

|                  |     |              |                            |  |
| Brésil           | 3-1 | Bulgarie     | 13-15 15-6 15-12 15-12     |  |
| Italie           | 3-2 | Suède        | 9-15 15-6 12-15 15-12 15-3 |  |
| Union soviétique | 3-0 | Corée du Sud | 15-6 15-7 15-13            |  |

- 24 septembre

|                  |     |              |                       |  |
| Brésil           | 3-1 | Suède        | 15-6 13-15 15-0 15-12 |  |
| Bulgarie         | 3-0 | Corée du Sud | 15-7 15-10 15-8       |  |
| Union soviétique | 3-1 | Italie       | 15-9 15-9 12-15 15-12 |  |

- 26 septembre

|        |     |                  |                            |  |
| Italie | 3-0 | Corée du Sud     | 15-10 15-7 15-5            |  |
| Brésil | 3-2 | Union soviétique | 12-15 9-15 15-8 15-11 15-6 |  |
| Suède  | 3-0 | Bulgarie         | 15-11 15-12 15-8           |  |

| Place | Équipe           | MJ | V | D | SP | SC | Pts | DS  |
| ----- | ---------------- | -- | - | - | -- | -- | --- | --- |
| 1     | Union soviétique | 5  | 4 | 1 | 14 | 4  | 8   | +10 |
| 2     | Brésil           | 5  | 4 | 1 | 14 | 6  | 8   | +8  |
| 3     | Suède            | 5  | 2 | 3 | 9  | 11 | 4   | -2  |
| 4     | Bulgarie         | 5  | 2 | 3 | 7  | 9  | 4   | -2  |
| 5     | Italie           | 5  | 2 | 3 | 7  | 11 | 4   | -4  |
| 6     | Corée du Sud     | 5  | 1 | 4 | 5  | 14 | 2   | -9  |

### Poule B
- 18 septembre

|            |     |         |                      |  |
| Pays-Bas   | 3-1 | France  | 15-8 7-15 15-11 15-7 |  |
| États-Unis | 3-0 | Japon   | 15-13 15-2 15-2      |  |
| Argentine  | 3-0 | Tunisie | 15-5 15-11 15-6      |  |

- 19 septembre

|            |     |          |                         |  |
| États-Unis | 3-1 | Pays-Bas | 15-7 12-15 15-1 15-11   |  |
| France     | 3-0 | Tunisie  | 15-10 15-3 15-9         |  |
| Argentine  | 3-1 | Japon    | 15-11 15-12 11-15 15-11 |  |

- 22 septembre

|            |     |           |                             |  |
| États-Unis | 3-2 | Argentine | 11-15 11-15 15-4 17-15 15-7 |  |
| France     | 3-1 | Japon     | 10-15 15-10 17-15 15-12     |  |
| Pays-Bas   | 3-0 | Tunisie   | 15-6 15-10 15-5             |  |

- 24 septembre

|            |     |          |                  |  |
| États-Unis | 3-0 | France   | 17-15 15-6 15-13 |  |
| Japon      | 3-0 | Tunisie  | 15-4 15-11 15-7  |  |
| Argentine  | 3-0 | Pays-Bas | 15-11 15-7 15-8  |  |

- 26 septembre

|            |     |           |                |  |
| France     | 3-0 | Argentine | 15-7 15-5 15-5 |  |
| États-Unis | 3-0 | Tunisie   | 15-4 15-6 15-4 |  |
| Pays-Bas   | 3-0 | Japon     | 15-7 15-4 15-8 |  |

| Place | Équipe     | MJ | V | D | SP | SC | Pts | DS  |
| ----- | ---------- | -- | - | - | -- | -- | --- | --- |
| 1     | États-Unis | 5  | 5 | 0 | 15 | 3  | 10  | +12 |
| 2     | Argentine  | 5  | 4 | 1 | 14 | 4  | 8   | +10 |
| 3     | France     | 5  | 3 | 2 | 9  | 8  | 6   | +1  |
| 4     | Pays-Bas   | 5  | 2 | 3 | 8  | 9  | 4   | -1  |
| 5     | Japon      | 5  | 1 | 4 | 5  | 12 | 2   | -7  |
| 6     | Tunisie    | 5  | 0 | 5 | 0  | 15 | 0   | -15 |

### Demi-finales et demies de classement
- 30 septembre — demi-finales

|                  |     |           |                  |  |
| Union soviétique | 3-0 | Argentine | 15-11 17-15 15-8 |  |
| États-Unis       | 3-0 | Brésil    | 15-3 15-5 15-11  |  |

- 28 septembre — demies de classement

|          |     |              |                              |  |
| Pays-Bas | 3-2 | Suède        | 15-10 13-15 8-15 15-11 16-14 |  |
| Bulgarie | 3-0 | France       | 15-8 15-12 15-11             |  |
| Italie   | 3-0 | Tunisie      | 15-2 15-2 15-5               |  |
| Japon    | 3-2 | Corée du Sud | 13-15 6-15 15-9 15-13 15-9   |  |

### Finales
- 30 septembre — match de classement 11-12

|              |     |         |                 |  |
| Corée du Sud | 3-0 | Tunisie | 15-11 15-9 15-7 |  |

- 30 septembre — match de classement 9-10

|        |     |       |                              |  |
| Italie | 3-2 | Japon | 15-11 15-11 12-15 13-15 15-7 |  |

- 1er octobre — match de classement 7-8

|       |     |        |                             |  |
| Suède | 3-2 | France | 12-15 15-5 8-15 15-12 15-12 |  |

- 1er octobre — match de classement 5-6

|          |     |          |                 |  |
| Pays-Bas | 3-0 | Bulgarie | 15-6 15-8 15-10 |  |

- 2 octobre — match de classement 3-4

|           |     |        |                             |  |
| Argentine | 3-2 | Brésil | 15-10 15-17 15-8 12-15 15-9 |  |

- 2 octobre — finale

|            |     |                  |                       |  |
| États-Unis | 3-1 | Union soviétique | 13-15 15-10 15-4 15-8 |  |

### Classement final
| Place              | Équipe           |
| ------------------ | ---------------- |
| Médaille d'or      | États-Unis       |
| Médaille d'argent  | Union soviétique |
| Médaille de bronze | Argentine        |
| 4                  | Brésil           |
| 5                  | Pays-Bas         |
| 6                  | Bulgarie         |
| 7                  | Suède            |
| 8                  | France           |
| 9                  | Italie           |
| 10                 | Japon            |
| 11                 | Corée du Sud     |
| 12                 | Tunisie          |

## Compétition féminine

### Poule A
- 20 septembre

|              |     |                    |                             |  |
| Japon        | 3-2 | Union soviétique   | 15-2 8-15 15-12 10-15 19-17 |  |
| Corée du Sud | 3-1 | Allemagne de l'Est | 15-6 14-16 15-10 15-7       |  |

- 23 septembre

|                    |     |              |                            |  |
| Allemagne de l'Est | 3-2 | Japon        | 11-15 16-14 4-15 15-2 15-7 |  |
| Union soviétique   | 3-0 | Corée du Sud | 15-5 15-8 15-7             |  |

- 25 septembre

|                  |     |                    |                      |  |
| Union soviétique | 3-0 | Allemagne de l'Est | 18-16 15-7 15-4      |  |
| Japon            | 3-1 | Corée du Sud       | 8-15 15-3 15-11 15-8 |  |

| Place | Équipe             | MJ | V | D | SP | SC | Pts | DS |
| ----- | ------------------ | -- | - | - | -- | -- | --- | -- |
| 1     | Union soviétique   | 3  | 2 | 1 | 8  | 3  | 4   | +5 |
| 2     | Japon              | 3  | 2 | 1 | 8  | 6  | 4   | +3 |
| 3     | Corée du Sud       | 3  | 1 | 2 | 4  | 7  | 2   | -3 |
| 4     | Allemagne de l'Est | 3  | 1 | 2 | 4  | 8  | 2   | -4 |

### Poule B
- 20 septembre

|       |     |            |                  |  |
| Chine | 3-0 | États-Unis | 15-9 15-5 15-7   |  |
| Pérou | 3-0 | Brésil     | 15-11 15-11 15-3 |  |

- 23 septembre

|            |     |        |                              |  |
| États-Unis | 3-2 | Brésil | 14-16 15-5 15-13 12-15 15-7  |  |
| Pérou      | 3-2 | Chine  | 13-15 15-13 7-15 15-12 16-14 |  |

- 25 septembre

|       |     |            |                           |  |
| Chine | 3-1 | Brésil     | 12-15 15-7 15-12 15-11    |  |
| Pérou | 3-2 | États-Unis | 12-15 9-15 15-4 15-5 15-9 |  |

| Place | Équipe     | MJ | V | D | SP | SC | Pts | DS |
| ----- | ---------- | -- | - | - | -- | -- | --- | -- |
| 1     | Pérou      | 3  | 3 | 0 | 9  | 4  | 6   | +5 |
| 2     | Chine      | 3  | 2 | 1 | 8  | 4  | 4   | +4 |
| 3     | États-Unis | 3  | 1 | 2 | 5  | 8  | 2   | -3 |
| 4     | Brésil     | 3  | 0 | 3 | 3  | 9  | 0   | -6 |

### Demi-finales et demies de classement
- 27 septembre — demi-finales

|                  |     |       |                            |  |
| Union soviétique | 3-0 | Chine | 15-0 15-9 15-2             |  |
| Pérou            | 3-2 | Japon | 15-9 15-6 6-15 10-15 15-13 |  |

- 27 septembre — demies de classement

|                    |     |              |                            |  |
| Brésil             | 3-2 | Corée du Sud | 15-6 15-17 8-15 15-4 17-15 |  |
| Allemagne de l'Est | 3-1 | États-Unis   | 15-13 15-11 10-15 15-8     |  |

### Finales
- 29 septembre — match de classement 7-8

|            |     |              |                            |  |
| États-Unis | 3-2 | Corée du Sud | 15-4 12-15 13-15 15-9 15-8 |  |

- 29 septembre — match de classement 5-6

|                    |     |        |                       |  |
| Allemagne de l'Est | 3-1 | Brésil | 15-9 15-4 11-15 15-11 |  |

- 29 septembre — match de classement 3-4

|       |     |       |                 |  |
| Chine | 3-0 | Japon | 15-13 15-6 15-6 |  |

- 29 septembre — finale

|                  |     |       |                              |  |
| Union soviétique | 3-2 | Pérou | 10-15 12-15 15-13 15-7 17-15 |  |

### Classement final
| Place              | Équipe             |
| ------------------ | ------------------ |
| Médaille d'or      | Union soviétique   |
| Médaille d'argent  | Pérou              |
| Médaille de bronze | Chine              |
| 4                  | Japon              |
| 5                  | Allemagne de l'Est |
| 6                  | Brésil             |
| 7                  | États-Unis         |
| 8                  | Corée du Sud       |